# 恋するジェネレーション
『恋するジェネレーション』（こいするジェネレーション、原題：후아유 - 학교 2015）は、2015年4月27日から2015年6月16日までKBS 2TVで放送された大韓民国のテレビドラマである。学校シリーズの6作目。主演はキム・ソヒョン、ユク・ソンジェ（BTOB）、ナム・ジュヒョク。

## あらすじ
韓国南部の港町・統営にあるヌリ高校2年生イ・ウンビ(キム・ソヒョン)は、児童施設で暮らしている。学校で同級生のソヨン（チョ・スヒャン）からいじめられており、退学にまで追い込まれてしまう。辛くなったウンビは、死を決意。橋から飛び降りるが、何者かに助けられる。
一方、ソウルの名門私立セガン高校2年生、コ・ウンビョル(キム・ソヒョン)は、中学生の頃から成績1位を逃したことがない優等生。家柄、外見、成績の全てを持ち合わせたパーフェクトガールだ。ある日、統営へ修学旅行に出かけたウンビョル。しかし双子の妹に会いに行くと言い残し、そのまま行方不明になってしまう。
病院のベッドで目を覚ましたウンビ。すべての記憶がなくなっており、彼女の横には母親（チョン・ミソン）と名乗る人物が。ウンビはコ・ウンビョルという少女になって、セガン高校に通いだすのだが。

## 登場人物

### 主要人物
コ・ウンビョル ／ イ・ウンビ　演 - キム・ソヒョン（子役：カン・ジウ）
コ・ウンビョル
ソウル江南の名門私立校セガン高校の2年生。クイーン。
イ・ウンビ
統営のヌリ高校に通う高校二年生。両親がいなく、児童施設で育つ。クラスメイトから毎日いじめられそのせいで人生を終えようとした。ウンビョルの双子の妹。
コン・テグァン　演 - ユク・ソンジェ（BTOB）（子役：キム・イェジュン）
セガン高校の2年生。父親はセガン高校の財団理事長。事故事件を起こすセガン高校最強の問題児（トラブルメーカー）。母親は有名な女優だがクラスメイトはその事実を知らない。ウンビと出会ったことによりどんどん性格が丸くなっていった。
ハン・イアン　演 - ナム・ジュヒョク（子役：コ・ウリム）
セガン高校の2年生。スター水泳選手でウンビョルと幼馴染。ウンビョルにひそかに思いを寄せている。
キム・ジュンソク　演 - イ・ピルモ
セガン高校出身のエリート教師であり、2年3組の担任。

### セガン高校2年3組
カン・ソヨン　演 - チョ・スヒャン
ヌリ高校から転校してきた生徒。ヌリ高校のときにウンビのことをいじめていた。
イ・シジン　演 - イ・チョヒ
ウンビョルの親友。
チャ・ソンジュ　演 - キム・ヒジョン
ウンビョルの親友。
パク・ミンジュン　演 - イ・ダウィ
ソン・ユンジェ　演 - チャン・インソプ
ミンソク　演 - キム・ミンソク
チョ・ヘナ　演 - ユヨン
ソ・ヨンウン　演 - キム・ボラ
ヒョウン　演 - チェ・ヒョウン
ジングォン　演 - イ・ジングォン
アソン　演 - パク・アソン
スンホ　演 - イ・スンホ
ビョンギュ　演 - チョ・ビョンギュ

### 主要人物の家族
ソン・ミギョン　演 - チョン・ミソン
ウンビョルの養母。
コン・ジェホ　演 - チョン・ノミン
テグァンの父親。セガン高校の財団理事長。
ソン・ヒヨン　演 - チェ・スリン
テグァンの母親。ジェホの元妻で有名な女優。
ハン・ギチュン　演 - イ・デヨン
イアンの父親。

### 児童施設の人々
パク・ミンギョン　演 - ヤン・ヒギョン
児童施設の院長。
ラジン　演 - イ・ジェイン
児童施設で暮らす小学生。

### セカン高校教員
アン・ジュリ　演 - チョン・スヨン
保健室の先生　演 - キム・ジニ
教頭　演 - イ・ヒド
学年主任　演 - シン・ジョングン

## エピソード
| ep. | 放送日        |
| 1 | 2015年4月27日 |
| --- | ------------- |
| 慶尚南道の統営にある児童施設“愛の家”で暮らしながらヌリ高校に通うイ・ウンビ（キム・ソヒョン）は、カン・ソヨン（チョ・スヒャン）たちからひどいいじめを受けながらもひたむきに暮らしていた。ソウルに住むコ・ウンビョルは統営への修学旅行に参加し友人と楽しい時を過ごしていたが、チョン・スインと名乗る人物からのメールを受け取った瞬間から一人で行動し始め、ついには姿を消してしまう。                                                                                                |               |
| 2 | 2015年4月28日 |
| 行方不明者捜索のチラシを配るなど必死に娘の行方を捜していたミギョン（チョン・ミソン）の元に、ウンビョル（キム・ソヒョン）が見つかったという知らせが入る。だが病院で意識を取り戻したウンビョルは同じ病院に入院していたクラスメイトのテグァン（ユク・ソンジェ）や、見舞いに来たイアン（ナム・ジュヒョク）とソンジュ（キム・ヒジョン）の顔を見ても何の反応も示さない。事故の影響で記憶を失ってしまったウンビョルを、周りの人々は温かく受け入れるのだが。                              |               |
| 3 | 2015年5月4日  |
| ヨンウン（キム・ボラ）の母親のネックレスがロッカーの中から見つかり、ウンビョル（キム・ソヒョン）は盗みの疑いをかけられる。盗みをするような人間じゃないとイアン（ナム・ジュヒョク）は記憶のないウンビョルを慰めるが、ヨンウンの母親は学校暴力自治委員会を開くことを学校に要求する。担任のジュンソク（イ・ピルモ）は記憶が戻らないウンビョルに事情を聞くことに消極的だったが、結局委員会は開かれることになってしまう。関係する生徒たちを対象に聞き取り調査が始まり…。               |               |
| 4 | 2015年5月5日  |
| 姿を消したウンビョル（キム・ソヒョン）を捜すために統営にある“愛の家”を訪ねたミギョン（チョン・ミソン）は、院長からウンビ（キム・ソヒョン）の遺品を見せてもらう。その中にあった写真に写っていたウンビは、娘のウンビョルとそっくり同じ顔をしていた。ミギョンはウンビの墓に向かい、娘のウンビョルと信じていた少女を見つける。ウンビョルが死んだという事実を聞いて泣き崩れるミギョン。結果としてだます形になっていたことを謝罪したウンビは、“愛の家”に戻ることをミギョンに告げるが…。 |               |
| 5 | 2015年5月11日 |
| 全国大会で初めて取ったメダルをあげるという昔の約束を果たすためにイアン（ナム・ジュヒョク）はウンビョル（キム・ソヒョン）を呼び出すが、テグァン（ユク・ソンジェ）とはしゃぐウンビョルの姿を目撃してしまう。帰宅したウンビは家の入口にかかっているメダルを見つけ、イアンとウンビョルの関係を知る。徐々にセガン高校での暮らしに慣れてきたウンビ（キム・ソヒョン）だが、ある日、統営のヌリ高校でウンビをいじめていた首謀者のソヨンが転校してくる（チョ・スヒャン）。                  |               |
| 6 | 2015年5月12日 |
| 自殺したはずのウンビ（キム・ソヒョン）がウンビョル（キム・ソヒョン）ではないかと疑ったソヨン（チョ・スヒャン）は、学校の屋上にウンビョルを呼び出しヌリ高校での出来事を話す。ウンビョルがウンビであると確信したソヨンは、ウンビとウンビョルが同一人物である証拠を探し始め、偶然その話を聞いていたテグァン（ユク・ソンジェ）は学校に残る決意をする。一方、悩みごとを抱えながら打ち明けてくれないウンビョルにイアンはしびれを切らしてしまう。                                        |               |
| 7 | 2015年5月18日 |
| ウンビョル（キム・ソヒョン）の筆跡がウンビ（キム・ソヒョン）のものと同じである証拠をソヨン（チョ・スヒャン）から見せられたテグァン（ユク・ソンジェ）は、登校してきたウンビョルを連れてバスに乗り込むが、それをイアン（ナム・ジュヒョク）に目撃されてしまう。ウンビョルとして暮らすことを決意したウンビは、筆跡鑑定をすると脅すソヨンに対し強気な態度を見せる。一方、成績優秀のソヨンが転校してきたことによって更に教育の熱が高まるソガン高校に1人の教育実習生がやって来る。       |               |
| 8 | 2015年5月19日 |
| ウンビョル（キム・ソヒョン）が話した昔の話と自分の記憶が一致せず、イアン（ナム・ジュヒョク）は疑問を抱き始める。最近のウンビョルらしくない言動を思い起こしたイアンは不安に駆られ、何かを打ち明けようとするウンビョルを制止してしまう。学校では英語の課題テストのデータが入ったパソコンが、提出日に3台も調子がおかしくなり、体育の時間に教室で1人休んでいるところが監視カメラに映っていたソヨン（チョ・スヒャン）に疑惑の目が向けられる。                                          |               |
| 9 | 2015年5月25日 |
| テグァン（ユク・ソンジェ）に止められていたにもかかわらず、ウンビ（キム・ソヒョン）は自分の正体をイアン（ナム・ジュヒョク）に打ち明けてしまう。以前のウンビョルとは違う人間ではないかと疑惑を抱いていたイアンは、ウンビョルの死にショックを受けウンビに詰め寄る。一方、パソコンが動かなくなって課題の提出が遅れたチームが減点されるという決定を聞いて、受験指導者であるミンジュンの母親は職員室へ抗議に向かう。                                                                    |               |
| 10 | 2015年5月26日 |
| 統営のヌリ高校でウンビ（キム・ソヒョン）をいじめて死に追いやった犯人が自分だということが知られてしまったソヨンは、その腹いせにウンビョル（キム・ソヒョン）が本当はイ・ウンビであることを教室で暴露する。しかし真相を知っているイアン（ナム・ジュヒョク）が、自殺したウンビはウンビョルの双子の妹であることを明かし、クラス内でソヨンに対する反感が高まる。そんな中、水泳の大会を間近に控えたイアンが突然倒れてしまい…。                                                           |               |
| 11 | 2015年6月1日  |
| セガン高校の職員室を訪れたウンビョル（キム・ソヒョン）の母は懲戒委員会を開く説明を受けるが、ウンビョルを強制的に追い出すための口実だと教頭や担任のジュンソク（イ・ピルモ）に怒りをぶつける。ミンジュン（イ・ダウィ）は英語の課題を妨害しようと他の生徒のパソコンを操作したことを告白するが、ジュンソクは名前を明かさないことに決める。転校させられそうな中、肩を負傷したイアンを助けようとするウンビョルにイアン（ナム・ジュヒョク）は…。                                         |               |
| 12 | 2015年6月2日  |
| 1年前に死んだはずのチョン・スインの名前で送られたメールを受け取ったウンビョル（キム・ソヒョン）は、1人で夜中の学校に向かい、そのまま何者かに教室に閉じ込められてしまう。転校の危機にあるウンビョルを守るためにテグァン（ユク・ソンジェ）はチョン・スインの事件に関して父親（チョン・ノミン）と対立する。一方、ジュンソク（イ・ピルモ）は教育実習生として学校に来ているチョン・ミニョンの正体に疑いを持ち始める。                                                                  |               |
| 13 | 2015年6月8日  |
| 呼び鈴の音を聞いてドアを開けたミギョン（チョン・ミソン）の目の前に死んだはずのウンビョル（キム・ソヒョン）が現れる。ウンビョルは今まで姿を消していた理由を語る。一方ソヨンの父親であるカン・イルサン検事は選挙に乗り出すためコン・ジェホ理事長（チョン・ノミン）を訪ね、資金援助を求めるが、ジェホはソヨンの事件を盾に拒絶する。それに対してカン検事が取り出したものとは…。 |               |
| 14 | 2015年6月9日  |
| ウンビョル（キム・ソヒョン）はイアン（ナム・ジュヒョク）に、ウンビ（キム・ソヒョン）がソウルを去って統営にいることを伝え、イアンは自分の思いがウンビョルとウンビのどちらに向かっているのかを知る。テグァン（ユク・ソンジェ）はウンビに会いたい気持ちを抑えきれず“愛の家”を訪問する。ジュンソク（イ・ピルモ）は1年前にチョン・スインが死亡した事件の真実を隠していることに耐えきれなくなり、1人で警察署を訪れるが…。                                                               |               |
| 15 | 2015年6月15日 |
| ジュンソク（イ・ピルモ）は生徒を教える自信が無くなったと教頭に学校を辞めることを伝えるが、その話を職員室に来ていたミンジュン（イ・ダウィ）が偶然聞いてしまい、クラスメイトたちにも知れ渡る。一方、ウンビ（キム・ソヒョン）がテグァン（ユク・ソンジェ）と一緒にいるところを目撃したイアン（ナム・ジュヒョク）は、テグァンを屋上に呼び出しウンビへの思いを告白する。イアンの思いを知ったテグァンは…。                                                                               |               |
| 16 | 2015年6月16日 |
| イアン（ナム・ジュヒョク）とテグァン（ユク・ソンジェ）は、それぞれウンビ（キム・ソヒョン）に自分の思いを伝える。転校を決心したウンビは新しい学校へ移る前に今まで隠していた真実をクラスメイトに告げようと教壇に立つが、そこへ突然ウンビョル（キム・ソヒョン）が教室に入ってくる。全員が驚いて教室が騒然となる中、いじめを苦にして死んだと言われているウンビが本当は生きていると主張してきたソヨン（チョ・スヒャン）は、勝ち誇った表情で教壇に歩み寄る。                            |               |

## 視聴率
| 2015年     | 2015年     | 2015年         | 2015年         | 2015年         | 2015年         | 参考                 |
| 回数       | 放送日     | TＮmS視聴率    | TＮmS視聴率    | AGB視聴率      | AGB視聴率      | 参考                 |
| 回数       | 放送日     | 大韓民国(全国) | ソウル(首都圏) | 大韓民国(全国) | ソウル(首都圏) | 参考                 |
| ---------- | ---------- | -------------- | -------------- | -------------- | -------------- | -------------------- |
| 第1回      | 4月27日    | 4.8％          | 5.1％          | 3.8％          | 3.4％          | [ 20 ] [ 21 ]        |
| 第2回      | 4月28日    | 4.8％          | 4.8％          | 4.2％          | 3.8％          | [ 22 ]               |
| 第3回      | 5月4日     | 6.5％          | 6.6％          | 4.1％          | 4.1％          | [ 23 ]               |
| 第4回      | 5月5日     | 6.3％          | 6.8％          | 5.9％          | 5.7％          | [ 24 ] [ 25 ]        |
| 第5回      | 5月11日    | 6.7％          | 7.4％          | 5.0％          | 5.6％          | [ 26 ]               |
| 第6回      | 5月12日    | 7.1％          | 7.8％          | 6.0％          | 6.5％          | [ 27 ]               |
| 第7回      | 5月18日    | 7.3％          | 8.0％          | 6.0％          | 6.4％          | [ 28 ]               |
| 第8回      | 5月19日    | 7.6％          | 8.0％          | 6.7％          | 7.2％          | [ 29 ]               |
| 第9回      | 5月25日    | 7.8％          | 8.9％          | 6.8％          | 7.0％          | [ 30 ] [ 31 ]        |
| 第10回     | 5月26日    | 7.4％          | 8.2％          | 7.1％          | 7.1％          | [ 32 ]               |
| 第11回     | 6月1日     | 8.2％          | 9.2％          | 6.9％          | 7.9％          | [ 33 ]               |
| 第12回     | 6月2日     | 8.1％          | 8.9％          | 7.0％          | 7.6％          | [ 34 ] [ 35 ]        |
| 第13回     | 6月8日     | 8.9％          | 10.3％         | 7.7％          | 8.1％          | [ 36 ]               |
| 第14回     | 6月9日     | 8.6％          | 9.9％          | 8.1％          | 8.6％          | [ 37 ]               |
| 第15回     | 6月15日    | 9.2％          | 10.0％         | 7.5％          | 8.1％          | [ 38 ]               |
| 第16回     | 6月16日    | 9.7％          | 11.7％         | 8.2％          | 8.5％          | [ 39 ] [ 40 ] [ 41 ] |
| 平均視聴率 | 平均視聴率 | 7.4％          | 8.2％          | 6.3％          | 6.6％          |                      |

## オリジナルサウンドトラック

### OSTパート1
| #         | タイトル         | 作詞      | 作曲・編曲 | アーティスト           | 時間 |
| --------- | ---------------- | --------- | ---------- | ---------------------- | ---- |
| 1.        | 「Reset」        |           |            | Tiger JK Feat.ジンシル | 4:02 |
| 2.        | 「Reset」(Inst.) |           |            |                        | 4:02 |
| 合計時間: | 合計時間:        | 合計時間: | 8:04       |                        |      |

### OSTパート2
| #         | タイトル                | 作詞      | 作曲・編曲 | アーティスト       | 時間 |
| --------- | ----------------------- | --------- | ---------- | ------------------ | ---- |
| 1.        | 「風に吹かれて」        |           |            | ペチギFeat. パンチ | 3:11 |
| 2.        | 「風に吹かれて」(Inst.) |           |            |                    | 3:11 |
| 合計時間: | 合計時間:               | 合計時間: | 6:22       |                    |      |

### OSTパート3
| #         | タイトル                        | 作詞      | 作曲・編曲 | アーティスト | 時間 |
| --------- | ------------------------------- | --------- | ---------- | ------------ | ---- |
| 1.        | 「君の話を聞いてあげる」        |           |            | ユン・ミレ   | 3:14 |
| 2.        | 「君の話を聞いてあげる」(Inst.) |           |            |              | 3:14 |
| 合計時間: | 合計時間:                       | 合計時間: | 6:28       |              |      |

### OSTパート4
| #         | タイトル            | 作詞      | 作曲・編曲 | アーティスト | 時間 |
| --------- | ------------------- | --------- | ---------- | ------------ | ---- |
| 1.        | 「Remember」        |           |            | ビュル       | 3:37 |
| 2.        | 「Remember」(Inst.) |           |            |              | 3:37 |
| 合計時間: | 合計時間:           | 合計時間: | 7:14       |              |      |

### OSTパート5
| #         | タイトル        | 作詞      | 作曲・編曲 | アーティスト | 時間 |
| --------- | --------------- | --------- | ---------- | ------------ | ---- |
| 1.        | 「祈り」        |           |            | ユンハ       | 4:18 |
| 2.        | 「祈り」(Inst.) |           |            |              | 4:18 |
| 合計時間: | 合計時間:       | 合計時間: | 8:36       |              |      |

### OSTパート6[42]
| #         | タイトル            | 作詞      | 作曲・編曲 | アーティスト                | 時間 |
| --------- | ------------------- | --------- | ---------- | --------------------------- | ---- |
| 1.        | 「その名前」        |           |            | ジョンヒョン&テミン(SHINee) | 3:37 |
| 2.        | 「その名前」(Inst.) |           |            |                             | 3:37 |
| 合計時間: | 合計時間:           | 合計時間: | 7:14       |                             |      |

### OSTパート7[43]
| #         | タイトル          | 作詞      | 作曲・編曲 | アーティスト                           | 時間 |
| --------- | ----------------- | --------- | ---------- | -------------------------------------- | ---- |
| 1.        | 「Return」        |           |            | ウェンディ(RedVelvet)With ユク・ジダム | 3:48 |
| 2.        | 「Return」(Inst.) |           |            |                                        | 3:48 |
| 合計時間: | 合計時間:         | 合計時間: | 7:36       |                                        |      |

### OSTパート8[44]
| #         | タイトル             | 作詞      | 作曲・編曲 | アーティスト                        | 時間 |
| --------- | -------------------- | --------- | ---------- | ----------------------------------- | ---- |
| 1.        | 「Love Song」        |           |            | ユク・ソンジェ(BTOB)Feat.パク・ヘス | 3:25 |
| 2.        | 「Love Song」(Inst.) |           |            |                                     | 3:25 |
| 合計時間: | 合計時間:            | 合計時間: | 6:50       |                                     |      |

## 賞とノミネート
| 年度 | 賞                         | カテゴリー                 | 受賞者                           | 結果       | 参考   |
| ---- | -------------------------- | -------------------------- | -------------------------------- | ---------- | ------ |
| 2015 | 第8回 コリアドラマアワード | 新人俳優賞                 | ユク・ソンジェ                   | ノミネート |        |
| 2015 | 第8回 コリアドラマアワード | 新人俳優賞                 | ナム・ジュヒョク                 | ノミネート |        |
| 2015 | 第8回 コリアドラマアワード | 新人女優賞                 | チョ・スヒャン                   | ノミネート |        |
| 2015 | 第8回 コリアドラマアワード | 今年のスター賞             | キム・ソヒョン                   | 受賞       |        |
| 2015 | 第4回 APANスターアワード   | 新人俳優賞                 | ユク・ソンジェ                   | ノミネート |        |
| 2015 | 第4回 APANスターアワード   | 新人俳優賞                 | ナム・ジュヒョク                 | 受賞       |        |
| 2015 | KBS演技大賞                | 新人女優賞                 | キム・ソヒョン                   | 受賞       | [ 45 ] |
| 2015 | KBS演技大賞                | 新人女優賞                 | チョ・スヒャン                   | ノミネート | [ 45 ] |
| 2015 | KBS演技大賞                | 新人俳優賞                 | ユク・ソンジェ                   | ノミネート | [ 45 ] |
| 2015 | KBS演技大賞                | 新人俳優賞                 | ナム・ジュヒョク                 | ノミネート | [ 45 ] |
| 2015 | KBS演技大賞                | 女優賞                     | キム・ソヒョン                   | 受賞       | [ 45 ] |
| 2015 | KBS演技大賞                | 人気俳優賞                 | ナム・ジュヒョク                 | 受賞       | [ 45 ] |
| 2015 | KBS演技大賞                | ベストカップル賞           | ユク・ソンジェとキム・ソヒョン   | 受賞       | [ 45 ] |
| 2015 | KBS演技大賞                | ベストカップル賞           | ナム・ジュヒョクとキム・ソヒョン | 受賞       | [ 45 ] |
| 2016 | 10asia放送大賞             | ランニングマン賞           | ユク・ソンジェ                   | 受賞       | [ 46 ] |
| 2016 | 第52回 百想芸術大賞        | ドラマ部門最優秀新人俳優賞 | ユク・ソンジェ                   | ノミネート |        |
| 2016 | 第11回 Soompiアワード      | ブレイクアウト俳優賞       | ナム・ジュヒョク                 | 受賞       |        |
| 2016 | 第11回 Soompiアワード      | 最高のブロマンス           | ユク・ソンジェとナム・ジュヒョク | ノミネート |        |
| 2016 | 第11回 Soompiアワード      | ドラマ賞                   | 恋するジェネレーション           | 受賞       |        |
| 2016 | 第11回 Soompiアワード      | OST賞                      | リセット                         | 受賞       |        |

## 同時間帯ドラマ
- MBC月火ドラマ『華政』
- SBS月火ミニシリーズ『風評に聞いていた』
- SBS月火ミニシリーズ『上流社会』

## 日本での放送

### 放送局
- 2016年1月16日（DATV）[47]
- 2021年8月4日（KBS World）

### 配信・レンタル
- Amazon PrimeVideo[48]
- Abema TV[49]
- U-NEXT[50]
- FODプレミアム
- Lemino
- ビデオマーケット
- Hulu